# Liste der Mitglieder der Deutschen Akademie der Naturforscher Leopoldina/1854
Die Liste der Mitglieder der Deutschen Akademie der Naturforscher Leopoldina für 1854 enthält alle Personen, die im Jahr 1854 zum Mitglied ernannt wurden. Insgesamt gab es 26 neu gewählte Mitglieder.

## Mitglieder
| Nr.  | Name                             | Beiname            | Geboren       | Aufnahme | Gestorben     | Sektion                                      | Bild                        | Datenbank                             |
| ---- | -------------------------------- | ------------------ | ------------- | -------- | ------------- | -------------------------------------------- | --------------------------- | ------------------------------------- |
| 1698 | Alfonso Corti                    | Rusconi            | 15. Juni 1822 | 6. Jan.  | 2. Okt. 1876  | Medizin                                      | Alfonso Corti               | Alfonso Giacomo Corti                 |
| 1699 | Joseph Hieronymus Barla          | Corda              | 3. Mai 1817   | 1. Mai   | 1896          | Mathematik                                   | Jean Baptiste Barla         | Joseph Hieronymus Barla               |
| 1700 | Heinrich Barth                   | Sparrmann II.      | 16. Feb. 1821 | 1. Mai   | 25. Nov. 1865 | Geographie                                   | Heinrich Barth              | Heinrich von Barth                    |
| 1701 | Heinrich Agathon Bernstein       | Reinwardt II.      | 22. Sep. 1828 | 1. Mai   | 18. Apr. 1865 | Medizin                                      |                             | Heinrich Agathon Bernstein            |
| 1702 | Anton Franz Besnard              | Gmelin II.         | 12. Apr. 1814 | 1. Mai   | 6. Dez. 1885  | Medizin                                      |                             | Anton Franz Bésnard                   |
| 1703 | Giambattista Borelli             | Tommasini          | 16. Aug. 1813 | 1. Mai   | 1891          | Chirurgie                                    | Giovanni Battista Borelli   | Giambattista Borelli                  |
| 1704 | Paul Antoine Dubois              | Nägele             | 1795          | 1. Mai   | 5. Dez. 1871  | Geburtshilfe und Gynäkologie                 | Paul Antoine Dubois         | Paul Antoine von Dubois               |
| 1705 | Karl Bartholomäus Heller         | Las Casas          | 20. Nov. 1824 | 1. Mai   | 14. Dez. 1880 | Physik                                       |                             | Karl Bartholomäus Heller              |
| 1706 | Hermann Itzigsohn                | Roth               | 17. März 1814 | 1. Mai   | 4. Jan. 1879  | Botanik                                      |                             | Ernst Friedrich Hermann Itzigsohn     |
| 1707 | Georg Friedrich Koch             | Pollich II.        | 5. Nov. 1808  | 1. Mai   | 4. Nov. 1874  | Botanik                                      |                             | Georg Friedrich Koch                  |
| 1708 | Friedrich Pauli                  | v. Walther II.     | 3. Feb. 1804  | 1. Mai   | 21. Jan. 1868 | Ophthalmologie                               |                             | Friedrich Pauli                       |
| 1709 | Heinrich Gustav Reichenbach      | Richard II.        | 3. Jan. 1824  | 1. Mai   | 6. Mai 1889   | Botanik                                      | Heinrich Gustav Reichenbach | Heinrich Gustav Reichenbach           |
| 1710 | Hermann Schacht                  | Bonnet             | 15. Juli 1814 | 1. Mai   | 20. Aug. 1864 | Botanik                                      |                             | Hermann Schacht                       |
| 1711 | Conrad Gideon Theodor Schuchardt | Lindenberg         | 22. Juni 1829 | 1. Mai   | 1892          | Chemie                                       |                             | Conrad Gideon Theodor Schuchardt      |
| 1712 | Eduard Vogel                     | Leo Africanus II.  | 7. März 1829  | 1. Mai   | Feb. 1856     | Astronomie und Astrophysik                   | Eduard Vogel                | Eduard Vogel                          |
| 1713 | Georg Friedrich Walz             | Hildebrand II.     | 24. Juli 1813 | 1. Mai   | 20. März 1862 | Pharmakologie                                | Georg Friedrich Walz        | Georg Friedrich Walz                  |
| 1714 | Adolph Martin                    | Weigel             | 4. März 1822  | 11. Mai  |               | Medizin                                      |                             | Adolph Martin                         |
| 1715 | Gotthard August Ferdinand Keber  | Needham            | 6. Feb. 1816  | 1. Jul.  | 4. Apr. 1871  | Medizin                                      |                             | Gotthard August Ferdinand Keber       |
| 1716 | Carl Jessen                      | Schauer            | 15. Sep. 1821 | 13. Jul. | 27. Mai 1889  | Botanik                                      | Carl Jessen                 | Karl Friedrich Wilhelm Jessen         |
| 1717 | Ernst Heinrich von Dechen        | Leopold v. Buch I. | 25. März 1800 | 1. Aug.  | 15. Feb. 1889 | Mineralogie, Kristallographie und Petrologie | Ernst Heinrich von Dechen   | Heinrich von Dechen                   |
| 1718 | Ferdinand Heinke                 | Cosmus III.        | 8. Nov. 1782  | 1. Okt.  | 14. März 1857 | Mathematik                                   | Ferdinand Heinke            | Ferdinand Wilhelm Heinke              |
| 1719 | Jean Étienne Duby                | Gessner II.        | 1798          | 1. Nov.  | 24. Nov. 1885 | Botanik                                      |                             | Jean-Étienne Duby [de Steiger]        |
| 1720 | Alexander Göschen                | Boerhaave II.      | 12. März 1813 | 1. Nov.  | 2. März 1875  | Medizin                                      |                             | Alexander Göschen                     |
| 1721 | Hugo von Rothkirch-Panthen       | Boguslawsky        | 22. Apr. 1812 | 1. Nov.  | 16. März 1868 | Mathematik                                   |                             | Hugo Bernhard Sigismund von Rothkirch |
| 1722 | Frédéric Jules Sichel            | Jurine             | 14. Mai 1802  | 1. Nov.  | 11. Nov. 1868 | Ophthalmologie                               | Frédéric Jules Sichel       | Friedrich Julius Sichel               |
| 1723 | Karl von Reichenbach             | Orpheus II.        | 12. Feb. 1788 | 1. Nov.  | 19. Jan. 1869 | Mathematik                                   | Karl von Reichenbach        | Carl Frhr. von Reichenbach            |

## Hinweis zu den Lebensdaten
In der Liste sind zunächst die Lebensdaten gemäß Archiv der Leopoldina aufgenommen. Diese beziehen sich auf die Angaben gem. Neigebaur (1860) und Ule (1889). Die Lebensdaten im Namensartikel können daher von den Lebensdaten in der Liste abweichen.